# Akıncılar (district)
Pour les articles homonymes, voir Akıncılar.
Akıncılar est une ville et un district de la province de Sivas dans la région de l'Anatolie centrale en Turquie.